# Lorenzi
Lorenzi é um bairro do distrito da sede, município de Santa Maria. Localiza-se na região sul da cidade.
O bairro Lorenzi possui uma área de 4,7421 km² que equivale a 3,89% do distrito da Sede que é de 121,84 km² e  0,2647% do município de Santa Maria que é de 1.791,65 km².

## História
O bairro surgiu em 2006 a partir de áreas desmembradas do bairro Tomazetti e áreas sem-bairro. O nome é uma referência  a unidade residencial Vila Lorenzi, que por sua vez homenageia a família Lorenzi (imigrantes italianos e antigos proprietários das terras).

## Limites
Limita-se com os bairros: Dom Antônio Reis, Pains, São Valentim, Tomazetti, Urlândia.
Descrição dos limites do bairro: A delimitação inicia no ponto extremo-sul da divisa da Vila Urlândia, com a canalização do Arroio Cadena, segue-se a partir daí pela seguinte delimitação: linha reta de projeção que parte deste ponto com o ponto extremo-oeste da divisa norte da E.T.E. (CORSAN); divisa norte desta, no sentido nordeste; sanga afluente do Arroio Cadena, no sentido a montante, passando pelo norte da Vila Lorenzi;  eixo da Rodovia BR-392, no sentido sul; eixo da Estrada Municipal Vergílio Da Cás, no sentido oeste, contornando para norte; eixo da Estrada Municipal Antônio Ovídio Severo, no sentido oeste; linha de projeção que parte, no sentido oeste, do extremo oeste do eixo desta última estrada, até o eixo da canalização do Arroio Cadena; eixo desta canalização, no sentido a montante, até encontrar o extremo-sul da divisa da Vila Urlândia, início desta demarcação.

## Unidades residenciais
O bairro Lorenzi, pertencente ao distrito da Sede, é uma unidade de vizinhança que contém as seguintes unidades residenciais:
| # | Unidade residencial       | Localização                       | Limites | Obs.       |
| - | ------------------------- | --------------------------------- | --- | ---------- |
| 1 | Estância do Minuano       | 29° 44' 31.08" S 53° 48' 11.38" O | A unidade residencial que limita ao norte com a Vila Severo, ao leste com a Estrada Municipal Francisco Viterbo Borges, ao sul com a Estrada Municipal Antônio Ovídio Severo e a oeste com área particular.          |            |
| 2 | Lorenzi                   |                                   | Toda a área do bairro Lorenzi sem denominação específica. |            |
| 3 | Vila Bom Jesus            | 29° 43' 47.07" S 53° 48' 13.95" O | A unidade residencial urbana que limita com a Rua Adelmo Genro Filho, ao norte; BR-392, a nordeste, e a Rua da ABS, ao sudeste.                                                                                      |            |
| 4 | Vila Lorenzi              | 29° 43' 34.74" S 53° 48' 37.37" O | A unidade residencial urbana que limita com uma sanga afluente do Arroio Cadena, Vila Quitandinha, o fundo dos lotes que confrontam ao norte para a Rua Olga Parcianello Lorenzi, e a Rua Valdemar Coimbra, a oeste. |            |
| 5 | Vila Quitandinha          | 29° 43' 30.07" S 53° 48' 22.26" O | A unidade residencial urbana que limita com uma sanga afluente do Arroio Cadena, BR-392, Vila Santo Antônio e Vila Lorenzi.                                                                                          |            |
| 6 | Vila Santa Rita de Cássia | 29° 43' 41.88" S 53° 48' 19.38" O | A unidade residencial urbana que limita com o fundo dos lotes que confrontam ao sul com a Rua Rondônia, BR - 392, Rua Adelmo Genro Filho e o fundo dos lotes que confrontam a leste com a Rua Amapá.                 |            |
| 7 | Vila Santo Antônio        | 29° 43' 33.62" S 53° 48' 22.32" O | A unidade residencial urbana que limita com a Vila Quitandinha, BR - 392 e Vila Santa Rita de Cássia. |            |
| 8 | Vila Severo               | 29° 44' 15.68" S 53° 48' 12.08" O | A unidade residencial urbana que confronta com a Estrada Municipal Francisco Viterbo Borges e dista a 380 metros ao sul da BR – 392.                                                                                 | [ Obs. 1 ] |
| 9 | Vila Tavares              | 29° 43' 32.38" S 53° 48' 45.90" O | A unidade residencial urbana que limita a oeste com a propriedade da CORSAN (E.T.E.) e cujos lotes confrontam com a Rua Dom Atalício T. Pithan.                                                                      |            |

1. ↑  O acesso principal se dá pela BR-392, daí pela Estrada Municipal Francisco Viterbo Borges; Grande parte de suas ruas tem nome de números: Rua 1, Rua 2,...

## Demografia

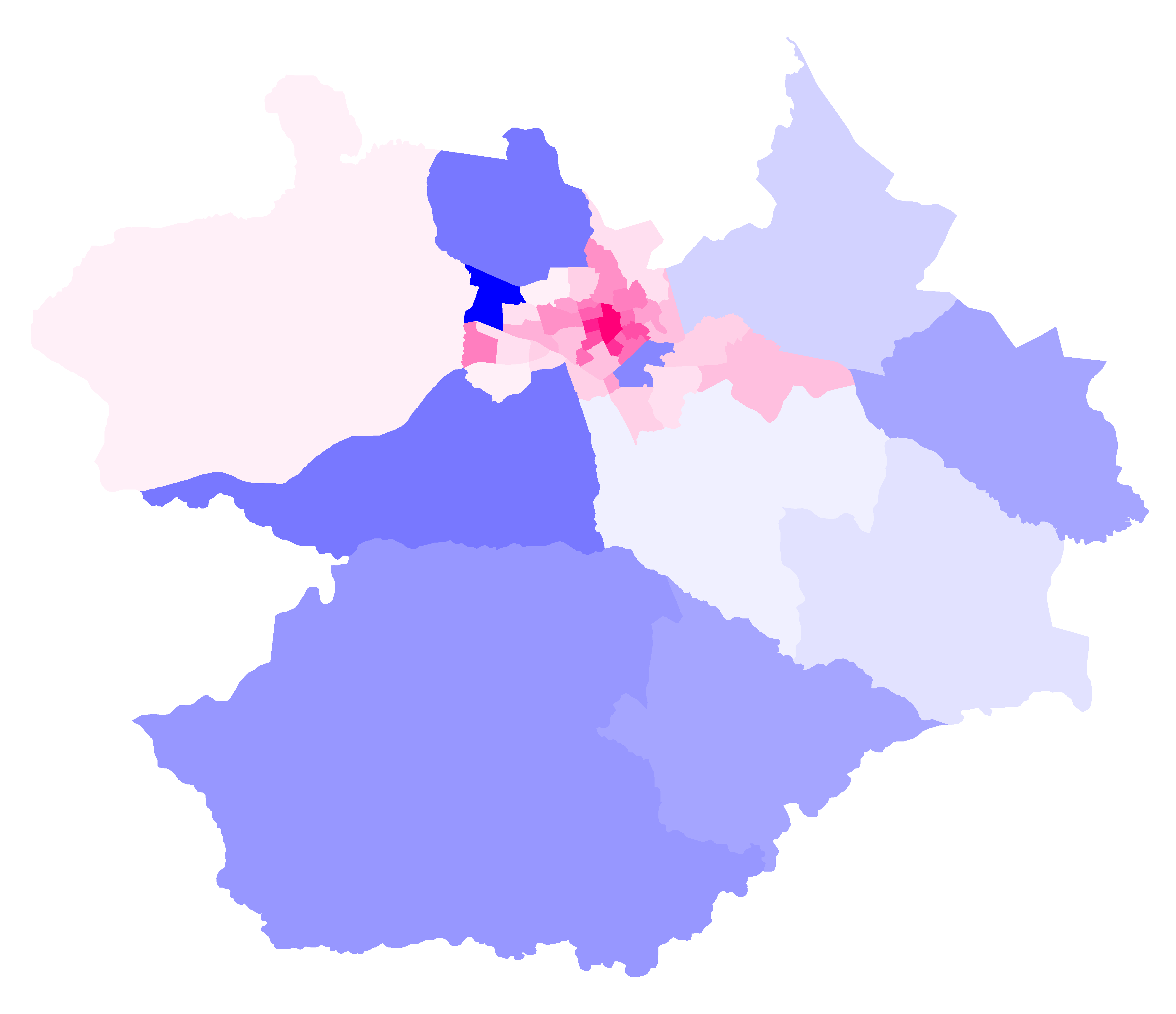
Mapa do município de Santa Maria com as divisões em bairros. Em escalas de azul os bairros com predominância masculina e em escalas de rosa os bairros com predominância feminina. Observa-se que quanto melhor a infraestrutura e o acesso a ela mais convidativo o bairro é para a população feminina. E, reciprocamente, podemos reconhecer os bairros com melhor infraestrutura observando onde a população feminina está concentrada.

Segundo o censo demográfico de 2010, Lorenzi é, dentre os 50 bairros oficiais de Santa Maria:
- Um dos 41 bairros do distrito da Sede.
- O 20º bairro mais populoso.
- O 17º bairro em extensão territorial.
- O 31º bairro mais povoado (população/área).
- O 45º bairro em percentual de população na terceira idade (com 60 anos ou mais).
- O 28º bairro em percentual de população na idade adulta (entre 18 e 59 anos).
- O 6º bairro em percentual de população na menoridade (com menos de 18 anos).
- Um dos 11 bairros com predominância de população masculina.
- Um dos 20 bairros que registraram moradores com 100 anos ou mais, com um total de 1 habitante masculino.

Distribuição populacional do bairro
1. Total: 5621 (100%)
  1. Urbana: 5621 (100%)
  2. Rural: 0 (0%)
2. Homens: 2819 (50,15%)
  1. Urbana: 2819 (100%)
  2. Rural: 0 (0%)
3. Mulheres: 2802 (49,85%)
  1. Urbana: 2802 (100%)
  2. Rural: 0 (0%)

## Fotos do bairro

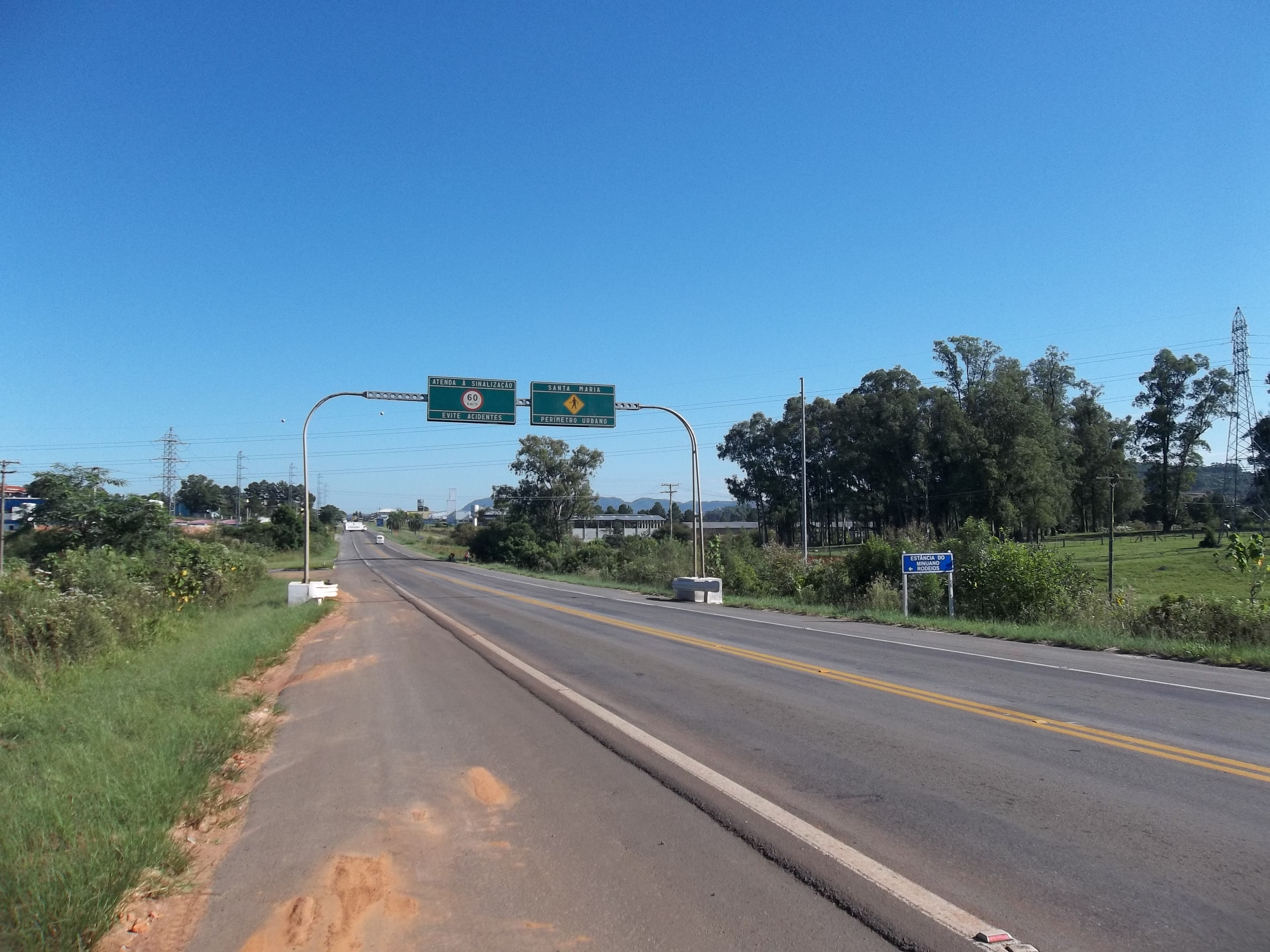
BR-392 limitando os bairros Tomazetti (a direita) e Lorenzi (a esquerda).
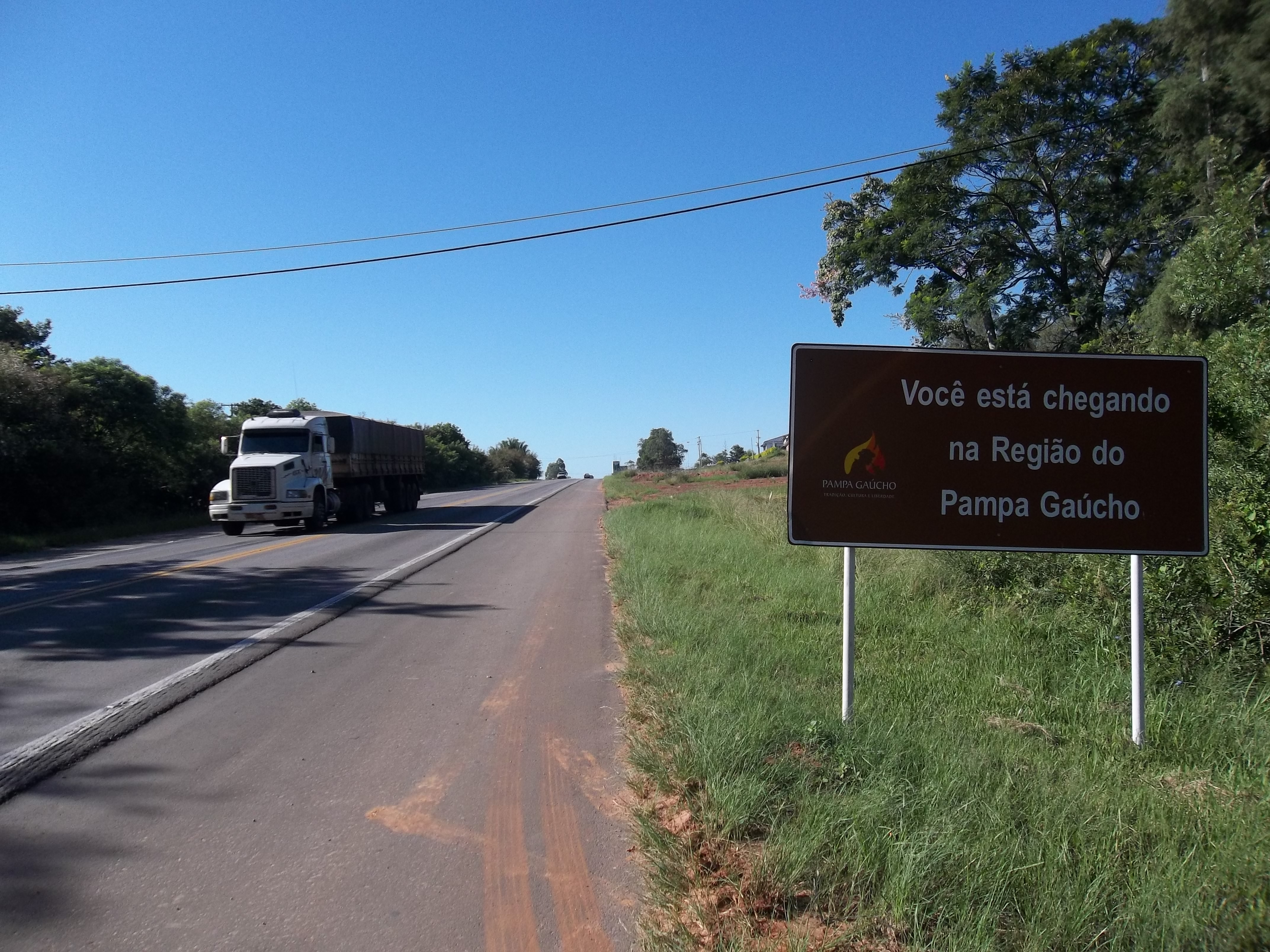
Placa da Região do Pampa Gaúcho, na BR-392. Santa Maria é um município de transição entre o Pampa e a Serra Gaúcha